# Mel Renfro
Melvin Lacy Renfro, mais conhecido como Mel Renfro (Houston, 30 de dezembro de 1941), é um ex-jogador profissional de futebol americano estadunidense.

## Carreira
Mel Renfro foi campeão da temporada de 1977 da National Football League jogando pelo Dallas Cowboys, clube pelo qual atuou durante todos os 14 anos de sua carreira profissional.